# المسيل (بني سعد)

تعديل مصدري - تعديل

المسيل هي إحدى قرى عزلة بني زيد بمديرية بني سعد التابعة لمحافظة المحويت، بلغ تعداد سكانها 149 نسمة حسب تعداد اليمن لعام 2004.